# دبوسي أصفر
دبوسي أصفر (الاسم العلمي: Claviceps lutea) هو نوع من الفطريات يتبع جنس الدبوسي من الفصيلة الدبوسية.